# Cyanoderma
Cyanoderma és un gènere d'ocells de la família dels timàlids (Timaliidae) i l'ordre dels passeriformes.

## Taxonomia
Aquest gènere està format per les espècies que eren assignades a l'obsolet gènere Stachyridopsis Oates, 1883, més una que era adscrita a Stachyris, arran treballs com el de Moyle et al 2012

Segons la classificació del Congrés Ornitològic Internacional (versió 11.2, 2021) aquest gènere està format per 8 espècies
- Cyanoderma chrysaeum - timàlia daurada.
- Cyanoderma erythropterum - timàlia ala-roja.
- Cyanoderma bicolor - timàlia bicolor.
- Cyanoderma melanothorax - timàlia perlada.
- Cyanoderma rufifrons - timàlia front-rogenca.
- Cyanoderma pyrrhops - timàlia de barbeta negra.
- Cyanoderma ruficeps - timàlia de corona rogenca.
- Cyanoderma ambiguum - timàlia de Harington.